# Ebchester
Ebchester är en by i unparished area Consett, i kommunen Durham i grevskapet Durham, i England. Byn är belägen 21,1 km från Durham. Orten har 848 invånare (2015). Ebchester var en civil parish fram till 1937 när blev den en del av Consett. Civil parish hade 823 invånare år 1931.